# Prieuré Saint-Sardos de Laurenque
Le prieuré Saint-Sardos de Laurenque est une ancienne église conventuelle catholique située à Gavaudun, en France.

## Localisation
L'église est située dans le département français du Lot-et-Garonne et la région Nouvelle-Aquitaine, dans le hameau de Laurenque, sur territoire de la commune de Gavaudun.

## Historique
Le hameau de Laurenque possédait deux églises :
- l'église paroissiale Notre-Dame dite aussi Sainte-Anne de Castelle,
- l'église conventuelle du prieuré dite de Saint-Sardos qui dépendait du chapitre de la cathédrale de Sarlat.

Le prieuré Saint-Sardos est cité dans une bulle de 1153 du pape Eugène III parmi les possessions de l'abbaye Saint-Sacerdos de Sarlat.
L'église romane a été détruite, probablement comme le prieuré, à la fin du XVe siècle.
Le 9 mars 1466, Arnaud de Lustrac et son épouse, Jeanne de Lustrac, seigneurs de Lustrac et de Gavaudun, vu la démolition du monastère de Laurenque, la pauvreté du prieur, ont fait don de la moitié de la dîme du prieuré.
Le prieuré est reconstruit à la fin du XVe siècle ou au début du XVIe siècle. On retrouve toutes les caractéristiques de l'architecture de cette période dans les ruines du prieuré.
Jean Tarde écrit dans ses chroniques : «Le 25 novembre 1569, fust bruslé le prioré de Laurinque près Gavaudun, par un nommé Denis de Saint-Selve, habitant dudit Gavaudun. C'estoit un prioré conventuel de l'ordre de Saint-Benoît, dépendant de l'esglise Cathédrale de Sarlat. Il estoit beau et bien basti. Lorsqu'il fut bruslé, il était tenu en commende, et n'y avait qu'un prebstre nommé Martin Rigal, qui le gardait et y faisait le service pour le prieur commendataire. Lequel Rigal fust attaché à un pied de lit par ledit Senselve et illec bruslé tout vif, avec les meubles et les bastimens, cruauté et barbarie qui fait voir quelle estoit l'âme de ces sainctz réformateurs ».
Le prieuré ne s'est pas relevé de cette destruction. En 1601, l'évêque d'Agen Nicolas de Villars trouve l'église « toute descouverte, sans aulcun service, le prieuré est tout ruiné ». Elle est toujours dans le même état en 1616. Le titre de prieuré, avec le vocable, passent à l'église paroissiale qui prend le titre de Saint-Sardos et sainte-Anne de Laurenque.
L'édifice est inscrit au titre des monuments historiques le 15 septembre 1993.